# Oskar Brandt
Oskar Erik Brandt, född den 10 augusti 1995, är en svensk tidigare skidskytt, tävlande för I2 IF. Han gjorde sin debut i världscupen och landslaget i januari 2020.
Brandt kom på tredje plats på sprintdistansen vid svenska mästerskapen i skidskytte 2019 och på fjärde plats i jaktstart vid juniorvärldsmästerskapen 2014. Hans individuellt främsta placering i en internationell seniortävling är en femte plats i sprint vid IBU-tävlingarna i Sjusjøen, Norge, 2019. 2018 blev han tvåa i mixedstafett tillsammans med Johanna Skottheim, Elisabeth Högberg och Simon Hallström vid IBU-tävlingarna i Ridnaun-Val Ridanna.
Den 22 mars 2024 meddelade Oskar Brandt att karriären som skidskytt skulle avslutas. 

## Biografi

### Familj
Oskar Brandt är äldre bror till skidskytten Viktor Brandt.

## Resultat

### Världscupen
Oskar Brandts bästa resultat i världscupen blev i jaktstarten i Kontiolahti den 6 mars 2022 då han blev 37:a. Totalt blev det 33 starter i Världscupen. 

### Ställning i världscupen
| Säsong  | Totalt | Totalt | Distans | Distans | Sprint | Sprint | Jaktstart | Jaktstart | Masstart | Masstart |
| Säsong  | Poäng  | Plac.  | Poäng   | Plac.   | Poäng  | Plac.  | Poäng     | Plac.     | Poäng    | Plac.    |
| ------- | ------ | ------ | ------- | ------- | ------ | ------ | --------- | --------- | -------- | -------- |
| 2019/20 | –      | –      | –       | –       | –      | –      | –         | –         | –        | –        |
| 2020/21 | –      | –      | –       | –       | –      | –      | –         | –         | –        | –        |
| 2021/22 | 4      | 97:a   | –       | –       | –      | –      | 4         | 74:a      | –        | –        |
| 2022/23 | 1      | 95:a   | –       | –       | –      | –      | 1         | 76:a      | –        | –        |

Nytt poängsystem fr.o.m. säsongen 2022/2023.